# 삼산화 이금
삼산화 이금(Gold(III) oxide, Au2O3)은 금의 산화물중 가장 많은 비율을 차지한다. 삼산화 이금은 적갈색을 띄고 있다.